# Нестеренко, Иван Михайлович
Иван Михайлович Нестеренко (2 января 1930 — 15 ноября 2018) — советский и российский учёный-гидролог, доктор технических наук, представитель григорьевской школы карельских гидрологов. Заслуженный деятель науки Карельской АССР, заслуженный деятель науки Республики Карелия.

## Биография
Родился 2 января 1930 года в селе Дьяченково, Богучарского района Воронежской области.
Обучение в школе начал в 1936 году. В 1939 году вся его семья переехала в Москву, но с началом Великой Отечественной войны как многодетная, она была направлена в эвакуацию и вернулась в Дьяченково, которое затем в течение 6 месяцев было на оккупированной территории.
Окончив в 1947 году среднюю школу в Богучаре, он поступил на гидрометеорологический факультет Воронежского сельскохозяйственного института, который окончил с отличием в 1952 году и был направлен на работу в сектор болотоведения и мелиорации Карельского филиала АН СССР в должности старшего лаборанта; в 1955 году был переведён на должность старшего научного сотрудника.
Работая в Институте биологии он прошёл заочную аспирантуру, а в 1960 году перешёл на работу в Олонецкую машинно-мелиоративную станцию, где работал главным инженером.
В 1961 году во ВНИИГиМе И. М. Нестеренко защитил диссертацию по теме «Осушение минеральных заболоченных земель озёрно-ледниковых равнин Карельской АССР» и получил степень кандидата технических наук.
С августа 1962 года работал в Институте биологии на должности и. о. зав. лаборатории болотоведения и мелиорации, где исследовал методы осушения тяжёлых минеральных почв озёрно-ледниковых равнин Карелии, уделяя при этом внимание изучения влияния различных мелиоративных мероприятий в сочетании с созданием дренажной сети. В связи с реорганизацией Карельского филиала АН СССР и переходом на работу в отдел гидрологии и водного хозяйств на Нестеренко с 1 июня 1963 года были возложены обязательства заместителя заведующего отделом гидрологии и водного хозяйства. В 1963 году он принял у С. В. Григорьева должность начальника отдела Водных проблем Карельского научного центра. С 1986 по 1991 гг. руководил Президиумом Карельского филиала АН СССР.
С 1972 по 1975 гг. руководил Костомукшской комплексной экспедицией, направленной на учёт и охрану природных ресурсов при строительстве Костомукшского ГОКа.
С марта 1986 года исполнял обязанности председателя Президиума Карельского филиала АН СССР, а в марте 1988 года общим собранием АН СССР был избран председателем Президиума.
В 2014 году ушёл на пенсию.
Умер 15 ноября 2018 года.